# Giovanni Pettenella
Giovanni Pettenella (Caprino Veronese, 28 de marzo de 1943–Milán, 19 de febrero de 2010) es un deportista italiano que compitió en ciclismo en la modalidad de pista, especialista en las pruebas de velocidad y contrarreloj.
Participó en los Juegos Olímpicos de Tokio 1964, obteniendo dos medallas, oro en la prueba de velocidad individual y plata en el kilómetro contrarreloj.
Ganó una medalla de bronce en el Campeonato Mundial de Ciclismo en Pista de 1968, en la disciplina de velocidad individual.

## Medallero internacional
| Juegos Olímpicos   | Juegos Olímpicos                   | Juegos Olímpicos  | Juegos Olímpicos         |
| Año                | Lugar                              | Medalla           | Competición              |
| ------------------ | ---------------------------------- | ----------------- | ------------------------ |
| 1964               | Tokio (Japón)                      | Medalla de oro    | Velocidad individual     |
| 1964               | Tokio (Japón)                      | Medalla de plata  | 1 km contrarreloj        |
| Campeonato Mundial |                                    |                   |                          |
| Año                | Lugar                              | Medalla           | Competición              |
| 1968               | Roma (Italia) Montevideo (Uruguay) | Medalla de bronce | Velocidad individual (P) |